# Winter Songbook
Winter Songbook é um álbum natalino de Ayaka Hirahara que foi lançado em 12 de novembro de 2014. Esse álbum possui músicas ocidentais.

## Faixas
Faixas do álbum Winter Songbook:
| N.º | Título                                                                  | Letras                                                       | Música                                                    | Duração |  |
| 1.  | "Auld Lang Syne ~ Hotaru no Hikari (蛍の光)"                            | Robert Burns / Inagaki Chikai                                | Canção folclórica escocesa                                | 4:31    |  |
| 2.  | "Algernon ni Hanataba wo (アルジャーノンに花束を) ~ Song of Bernadette" | Ayaka Hirahara / Bill Elliott・Lenard Cohen・Jennifer Warnes | Bill Elliott・Lenard Cohen・Jennifer Warnes               | 3:56    |  |
| 3.  | "Happy Xmas (War Is Over)"                                              | Ayaka Hirahara / John Lennon・Yoko Ono                       | John Lennon・Yoko Ono                                     | 4:07    |  |
| 4.  | "HAPPY"                                                                 | Pharrell Williams                                            | Pharrell Williams                                         | 3:28    |  |
| 5.  | "Watashi nou Kiniiri (私のお気に入り) ~ My Favorite Things"             | Mori Chiyoko / Oscar Hammerstein II                          | Richard Rodgers                                           | 2:23    |  |
| 6.  | "Smile ~ Issho ni Ganbareru Kimi he (一緒に顔晴る君へ)"                 | Geoffrey Parsons・John Turner                                | Charles Chaplin                                           | 3:19    |  |
| 7.  | "My first love"                                                         | Ayaka Hirahara                                               | Canção popular britânica                                  | 5:24    |  |
| 8.  | "Seishun no Kagayaki (青春の輝き) ~ I Need To Be In Love"               | Richard Lynn Carpenter・John Bettis・Albert Louis Hammond    | Richard Lynn Carpenter・John Bettis・Albert Louis Hammond | 3:57    |  |
| 9.  | "Ai wa Hana, Kimi wa Sono Shushi (愛は花、君はその種子) ~ The Rose"     | Takahata Isao / Amanda McBroom                               | Amanda McBroom                                            | 4:02    |  |
| 10. | "Love Never Dies ~ Ai wa Shinazu (愛は死なず)"                          | Ryuu machiko / Glenn Slater                                  | Andrew Lloyd Webber                                       | 6:11    |  |

## Ligação Externa
«Página Oficial do Album»